# Wojciech Nentwig
Wojciech Edmund Nentwig (ur. 23 kwietnia 1950 w Poznaniu) – polski dziennikarz, publicysta i działacz kulturalny, dyrektor naczelny Filharmonii Poznańskiej.

## Życiorys
Ukończył Poznańską Szkołę Chóralną Jerzego Kurczewskiego, śpiewał w Poznańskim Chórze Chłopięcym. W 1972 ukończył studia prawnicze na Wydziale Prawa Uniwersytetu im. Adama Mickiewicza w Poznaniu (pracę magisterską pt. Problemy ochrony prawnej artystów muzyków wykonawców napisał pod kierunkiem Stanisława Sołtysińskiego).
W 1972 pracował w „Expressie Poznańskim”, od 1973 w „Głosie Wielkopolskim”, w którym w latach 1992–2003 był zastępcą redaktora naczelnego. Równocześnie w latach 1989–1991 pełnił funkcję wicedyrektora Orkiestry Kameralnej „Amadeus” Polskiego Radia. W czerwcu 2006 roku został dyrektorem naczelnym Filharmonii Poznańskiej.
Zajmował się publicystyką kulturalną, współpracował z Programem 2 Polskiego Radia, gdzie prowadził audycję Bliżej gwiazd, a także z Radiem Merkury. Współpracował z czasopismami muzycznymi, m.in. „Ruchem Muzycznym” i miesięcznikiem „Studio”. Był redaktorem i współautorem książek Czwarta władza? Jak polskie media wpływają na opinię publiczną (1995) oraz Poznaniacy. Portretów kopa i trochę (tom I 1996, tom II 1997).
Scenarzysta i współautor filmów Legenda na strunach i Od legendy do legendy – o Henryku Wieniawskim i międzynarodowych konkursach jego imienia. Producent licznych płyt, w tym albumu z utworami Henryka Wieniawskiego oraz Philharmonia Quartett Berlin.
W latach 2002–2012 był wiceprezesem Towarzystwa Muzycznego im. Henryka Wieniawskiego w Poznaniu, następnie pozostał członkiem zarządu. Od 2008 do 2012 pełnił funkcję wiceprzewodniczącego, a następnie przewodniczącego rady programowej Radia Merkury. Od 2011 do 2014 był wiceprzewodniczącym zarządu Zrzeszenia Filharmonii Polskich. W 2012 powołany w skład rady ministra kultury i dziedzictwa narodowego do spraw instytucji artystycznych.

## Odznaczenia
Odznaczony Krzyżem Kawalerskim (2012) i Oficerskim (2022) Orderu Odrodzenia Polski, Brązowym Medalem Zasłużony Kulturze „Gloria Artis” (2012) oraz Orderem Pro Merito Melitensi.